# Travail (film)
Pour les articles homonymes, voir Travail (homonymie).
Pour plus de détails, voir Fiche technique et Distribution.
Travail (とらばいゆ, Torabaiyu) est un film japonais, réalisé par Kentarō Ōtani et sorti le 23 mars 2002.

## Distribution
Sorti en 2002, le film Travail réunit les actrices et acteurs japonais, :
- Asaka Seto ;
- Shinya Tsukamoto ;
- Mikako Ichikawa ;
- Jun Murakami ;
- Kaori Tsuji.

## Synopsis
La joueuse de shogi Asami Honjo (Asaka Seto) appartient à la Ligue B de shogi. Ses résultat ne sont pas bons et elle se dispute constamment avec son mari Kazuya Miyamae (Shinya Tsukamoto), un employé de bureau d'élite. Sa sœur cadette, Rina Honjo (Mikako Ichikawa), qui est également une joueuse de shogi, appartient à la Ligue B et vit avec Hiroki Yajima (Jun Murakami), un musicien en difficulté. Asami a déclaré que si elle échouait dans la ligue B, elle quitterait la carrière de joueuse de shogi et divorcerait de son mari. Les sœurs s'entendent mal, mais l'adversaire que doit battre Asami pour rester dans la ligue est Rina.

## Réception
Le film Travail a été désigné comme cinquième meilleur film au cours de la 24e édition du festival du film de Yokohama.
| Prix                         | Date | Catégorie                     | Nommés           | Résultat |
| ---------------------------- | ---- | ----------------------------- | ---------------- | -------- |
| Festival du film de Yokohama | 2003 | Meilleur scénario             | Kentarō Ōtani    | Lauréat  |
| Festival du film de Yokohama | 2003 | Meilleure actrice             | Asaka Seto       | Lauréat  |
| Festival du film de Yokohama | 2003 | Meilleur second rôle masculin | Shinya Tsukamoto | Lauréat  |
| Festival du film de Yokohama | 2003 | Meilleur nouveau talent       | Mikako Ichikawa  | Lauréat  |